# Zwinregio
De Zwinregio is een gebied op de grens van Oost-Vlaanderen en West-Vlaanderen (België) en Zeeland (Nederland) en omhelst de gemeenten Damme, Knokke-Heist, Maldegem, Sint-Laureins en de deelgemeenten Dudzele, Lissewege en Zeebrugge (Brugge) in België en de gemeente Sluis (West-Zeeuws-Vlaanderen) in Nederland.

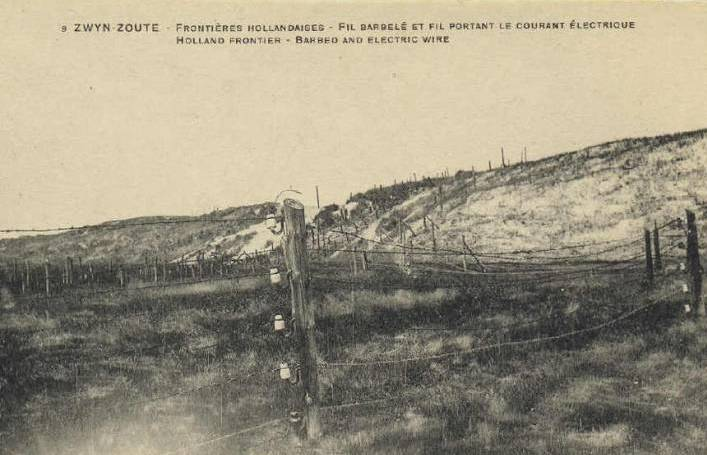
Een Draadversperring onder hoogspanning aan 't Zwyn-Zoute tijdens de Eerste Wereldoorlog

De regio kent een woelig verleden, gekruid met stormvloeden, overstromingen, verzandingen, bloei, teloorgang, oorlogen, handel, landbouw, visserij, toerisme en natuur. Een verscheidenheid van elementen die de geschiedenis van de Zwinregio zo aantrekkelijk maken.
Dappere durvers en noeste werkers doorkruisen de geschiedenis: verre voorouders die zich in het schorrengebied en op de terpen vestigden, dijkbouwers die de strijd voerden tegen de zee, middeleeuwse handelaren die met hun kleine schepen over de zeeën voeren, voorvaderen die in opstand kwamen tegen de Spanjaarden, families die grootse plannen maakten om de streek toeristisch uit te bouwen... Het historisch overzicht van de regio vind je op de pagina van de Zwinstreek.
De grens tussen Vlaanderen en Nederland is louter een historisch gegeven. Ze kreeg vorm in 1648 aan het eind van de Tachtigjarige Oorlog en is ongeveer 350 jaar later weer "verdwenen". Enkel typische naamborden, net iets andere signalisatie en urbanisatie verklappen het verschil. Er zijn namelijk meer dingen die de mensen aan beide zijden van de landsgrens verenigen dan verdelen.
De vijf gemeenten – Damme, Knokke-Heist, Maldegem, Sint-Laureins en Sluis werken samen op bestuurlijk gebied om de regio te ontsluiten. De elementen natuur, landschap, geschiedenis en erfgoed zijn daarbij belangrijke speerpunten. De thema's zijn sinds het ontstaan van het gebied met elkaar verbonden.

## Natuur
In de Zwinregio is de natuur sterk aanwezig. Planten- en diersoorten gedijen in een aangenaam zeeklimaat. Natuurgebieden zoals het Zwin trekken jaarlijks honderdduizenden vogels aan, vooral trekvogels. Ook het poldergebied kent een rijke fauna en flora.

## Landschap
De landschapsevolutie heeft in de regio altijd een belangrijke rol gespeeld. Het landschap wordt gevormd door zee, strand, duinen, polders, dijken, kreken...

## Galerij

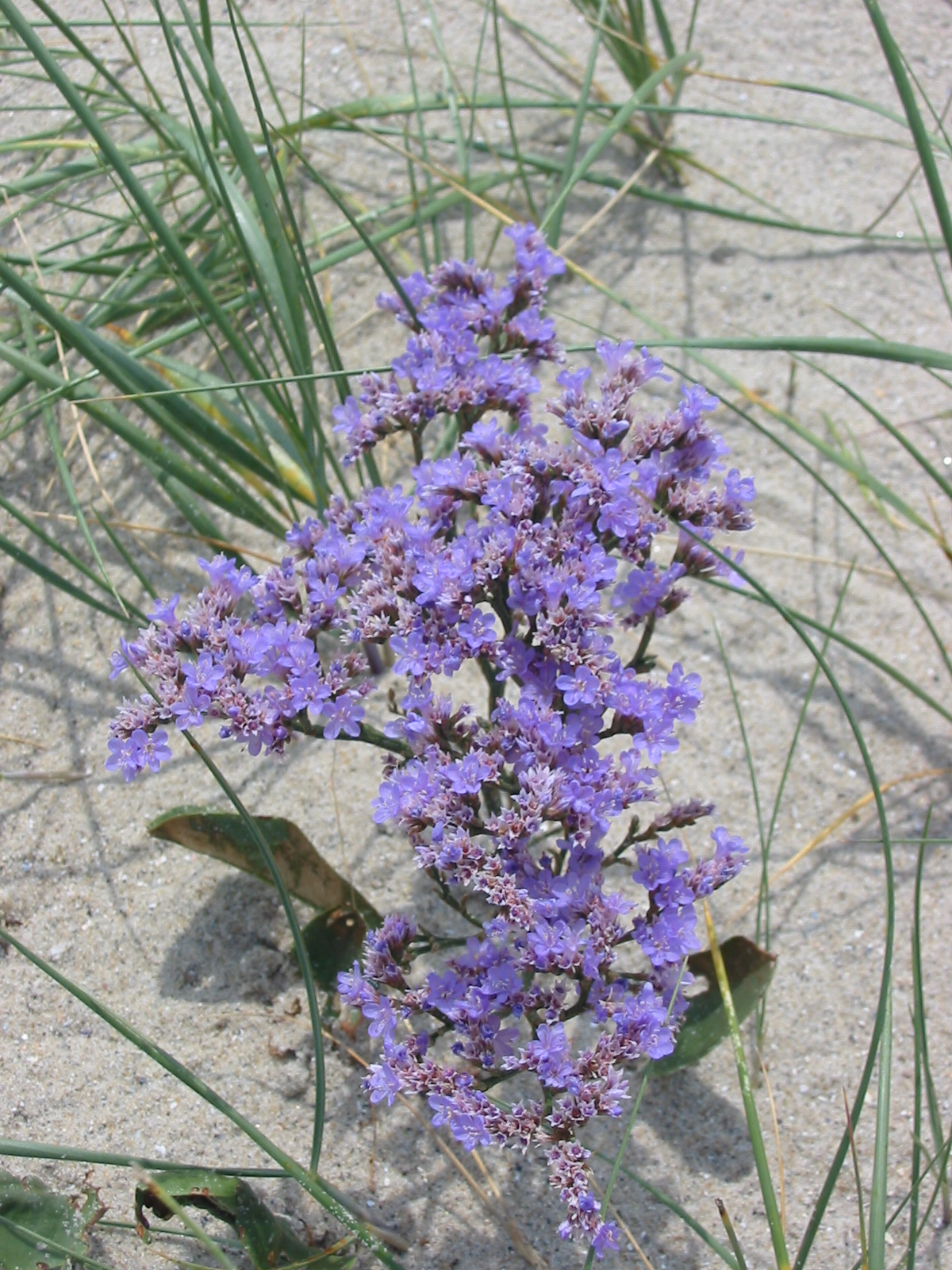
Lamsoor
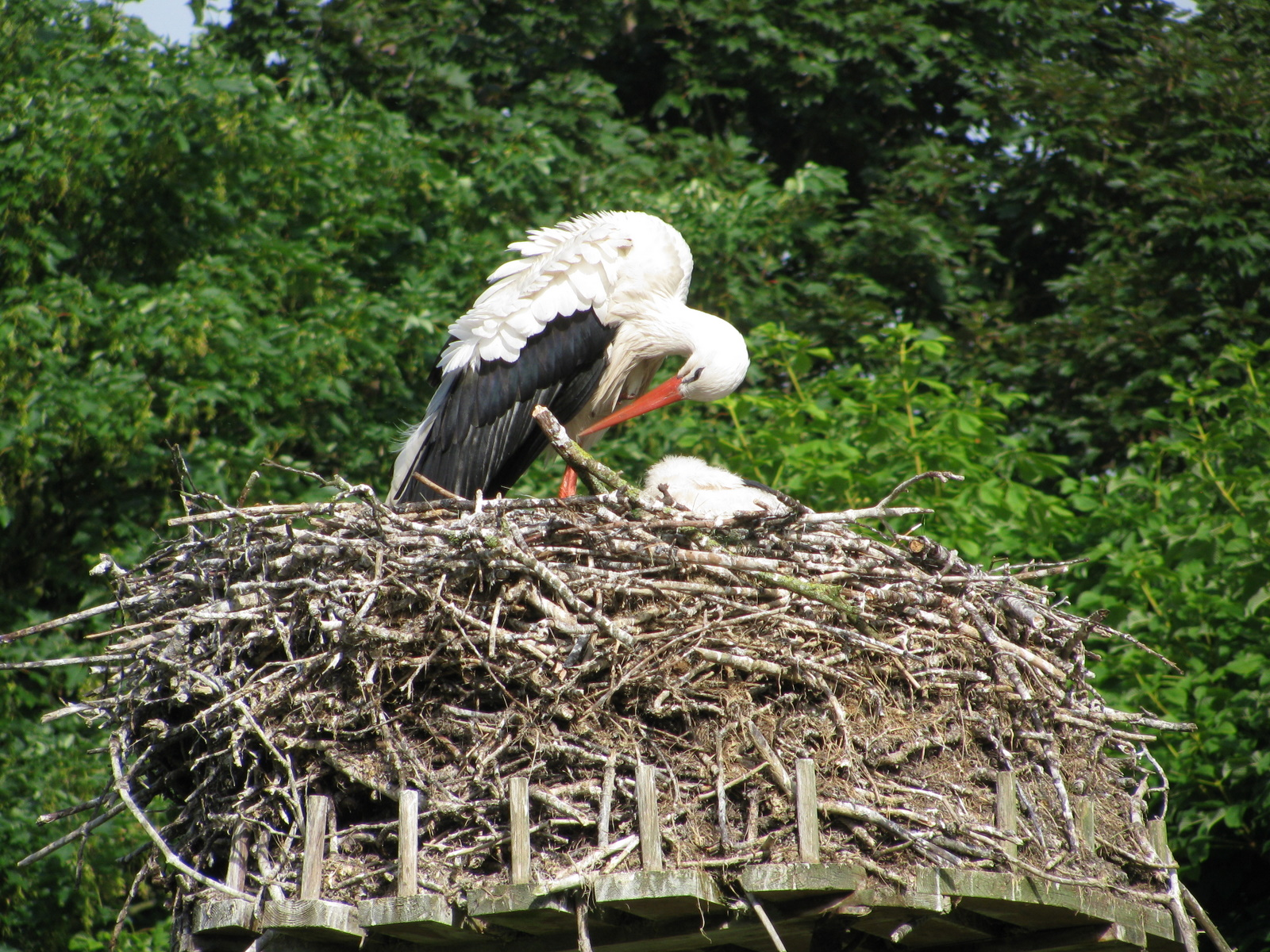
Ciconia ciconia
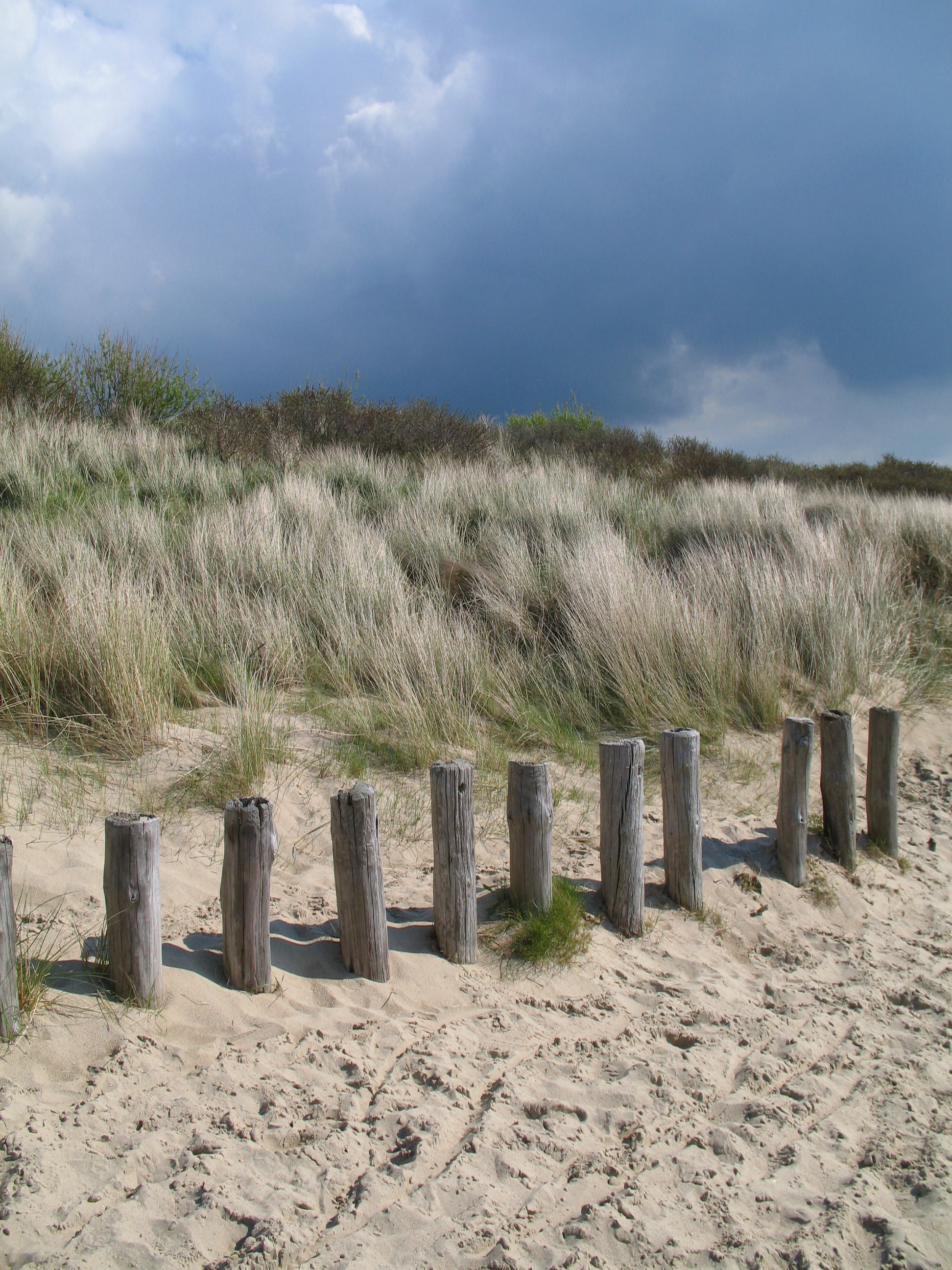
Duinen in Cadzand
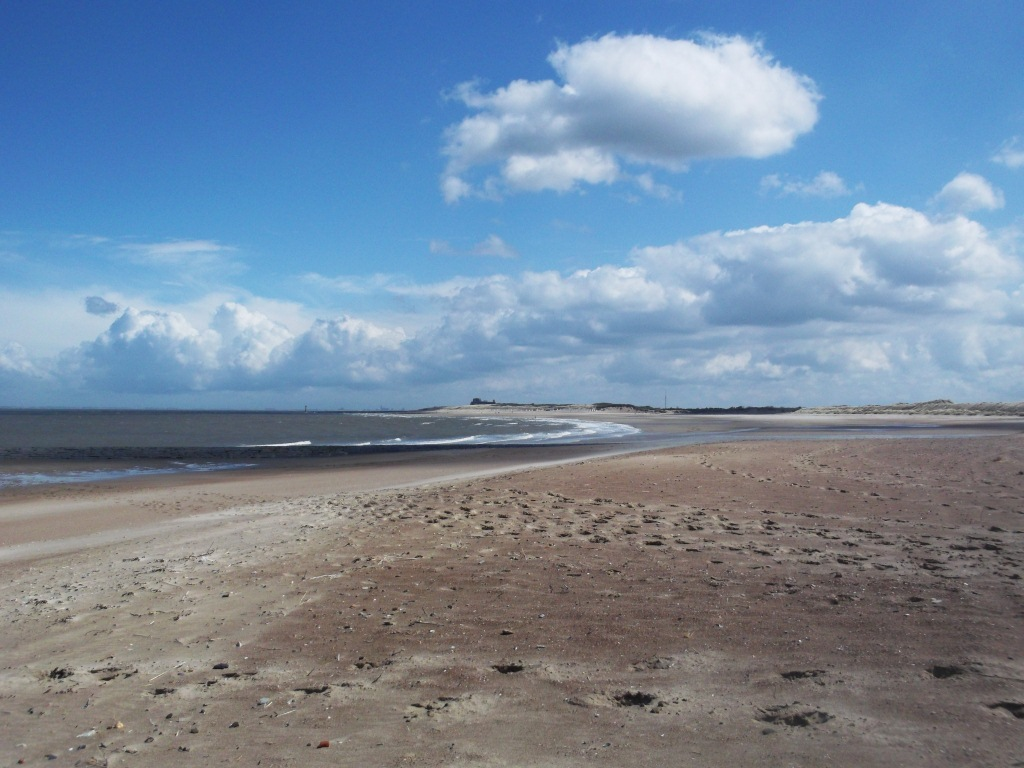
De Belgisch-Nederlandse grens

## Geschiedenis en erfgoed
In de Zwinregio gaat de cultuurhistorische ontwikkeling hand in hand met de evolutie van het landschap en de aanwezige natuurelementen.

## Parels
In deze regio zijn de afgelopen vier decennia los van elkaar door de jaren heen musea en bezoekerscentra ontstaan. Heel toevallig onthullen ze elk een deelaspect uit de rijke geschiedenis van de Zwinregio. De streek verenigt deze plaatsen en de diversiteit geeft het geheel een bijkomende dimensie. Zo is een paradijs van nostalgie en kennis ontstaan voor wandelaars, fietsers en automobilisten die deze unieke streek verkennen. De musea en bezoekerscentra zijn:
- Damme
  - Sint-Janshospitaal (Damme)
  - Uilenspiegelmuseum (Damme)
- Brugge (deelgemeenten Dudzele, Lissewege en Zeebrugge)
  - Bezoekerscentrum De Oude Pastorie (Lissewege])
  - Heemkundig Museum De Groene Tente (Dudzele)
- Knokke-Heist
  - For Freedom Museum (Ramskapelle)
  - Provinciaal Natuurcentrum Zwin (Knokke)
  - Sincfala, Museum van de Zwinstreek (Heist-aan-Zee)
- Maldegem
  - Bezoekerscentrum (Middelburg)
  - Canada-Poland War Museum (Adegem)
  - Stoomcentrum Maldegem (Stationsplein - Maldegem)
- Sint-Laureins
  - Plattelandscentrum (Sint-Laureins)
- Sluis
  - Gemeentelijk Archeologisch Museum (Aardenburg)
  - Visserijmuseum (Breskens)
  - Het Vlaemsche Erfgoed (Groede)
  - Het Bolwerk (IJzendijke)
  - Oorlogsmuseum Switchback (Oostburg)
  - Bezoekerscentrum ’t Zwin (Retranchement) – voorlopig gesloten
  - Streeklandbouwmuseum Agrimuda (Sint Anna ter Muiden) – voorlopig gesloten
  - Oudheidkundige verzameling Belfort (Sluis) – wordt heringericht

## Europees project

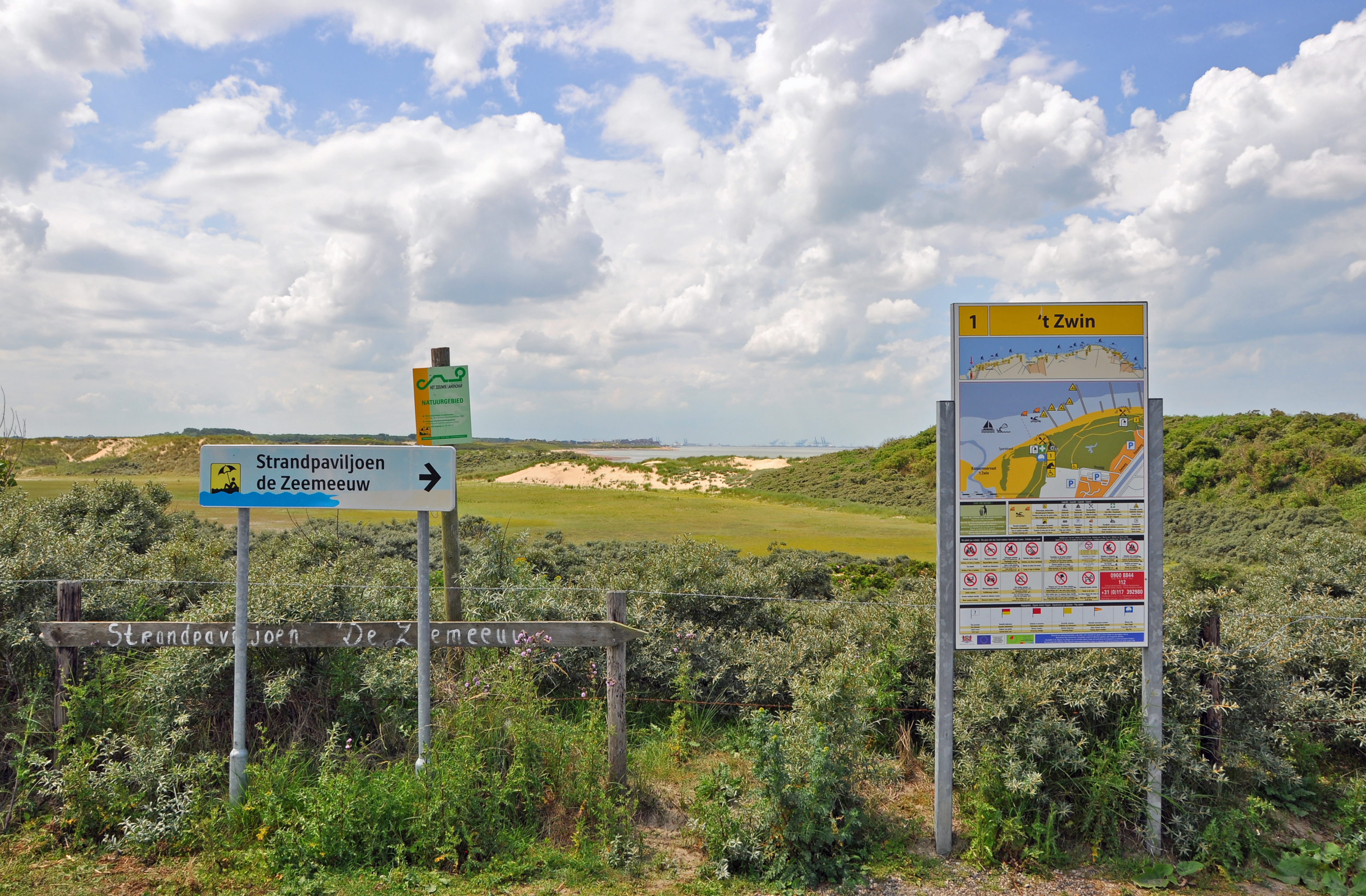
Cadzand (Nederland): natuurgebied het Zwin

Recreatie & Ecotoerisme in de Zwinstreek, kortweg REECZ, is een innovatief en uitvoeringsgericht project gericht op de versterking van grensoverschrijdende beleving van de natuur, het erfgoed en het landschap in de Zwinstreek. Het project streeft naar de ontwikkeling van een eenduidig, duurzaam en streekgebonden toeristisch-recreatief weefsel. Natuur, landschap en erfgoed vormen hierbij de belangrijkste ingrediënten voor een brede geïntegreerde aanpak over de grenzen heen.